# Wilhelm Strecker (Chemiker)

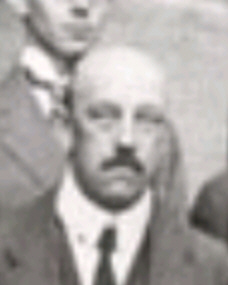
Strecker 1922 in Marburg

Wilhelm Strecker (* 25. August 1877 in Offenbach am Main; † 2. Juli 1947 in Marburg) war ein deutscher Chemiker (Anorganik).
Strecker studierte von 1896 bis 1900 Chemie in Heidelberg bis zur Promotion 1900 bei Emil Knoevenagel. 1901 bis 1913 war er Assistent am Chemischen Institut in Greifswald bei Karl Friedrich von Auwers, 1904 erfolgte die Habilitation. 
1913 wechselte er nach Marburg und dort Assistent, 1918 Abteilungsvorsteher und a.o. Professor, 1922 pers. ordentlicher Professor für Anorganische Chemie. 1942 wurde er emeritiert. 
Seine Arbeitsgebiete waren quantitativ-analytische Verfahren und präparative anorganische Chemie (Schwefel-, Selen- und Tellurverbindungen). 
Im November 1933 unterzeichnete er das Bekenntnis der Professoren an den deutschen Universitäten und Hochschulen zu Adolf Hitler.